# Foxton (Nouvelle-Zélande)
Pour les articles homonymes, voir Foxton.
Foxton est une ville de la région de Manawatu-Wanganui en Nouvelle-Zélande. Elle est située sur la partie inférieure de la côte Ouest de l'Île du Nord, dans le District de Horowhenua à 30 km au sud-ouest de Palmerston North et à 15 km au nord de Levin. La ville est située le long des berges de la rivière Manawatu. L'implantation limitée de Foxton Beach est située à 6 km à l'ouest, près de l'embouchure de la rivière.

## Démographie
Lors du recensement de la Nouvelle-Zélande de 2006, la population en était de 2715 habitants .

## Toponymie
Foxton fut ainsi nommé en l'honneur de Sir William Fox, mais aussi pour le rôle historique du chanvre (flax en anglais) qui était utilisé pour les liens pour lier les balles de laine, les paillassons et aussi les cordages. D'autres industries sont associées historiquement avec la ville, en particulier les manufactures de vêtements et les scieries.

## Climat
Cette zone est une étendue sablonneuse avec un climat tempéré avec des températures moyennes mensuelles allant de 8 °C (juillet) à 17,4 °C (janvier), avec des minimum/maximum allant de -4 °C à 27 °C. Foxton présente environ 2 000 heures de soleil par an et en moyenne des précipitations d'environ 900 mm par an. Les vents prédominants de la région sont orientés Ouest-nord-Ouest et ont apporté des sables noirs à partir de la côte pour constituer le système le plus étendu de dunes de Nouvelle-Zélande.

## Histoire
Les premiers habitants du district de Manawatu furent les peuples Māori, qui arrivèrent probablement au XIIIe  ou  XIVe siècle. Comparativement à d'autres parties de l'Île du Nord, ce secteur était peu densément habité mais c'était surtout une zone marécageuse majeure nommé Matakarapa, à travers de laquelle passe la rivière de Te Awahou (maintenant Foxton) jusqu'au village de kāinga et un pā (village fortifié). Un certain nombre de tribus ont occupé cet endroit : les Rangitāne ont replacé les Ngāti Ara et les Ngāti Mamoe dans les années 1800 et furent à leur tour envahis par les Ngāti Toa et leurs alliés, si bien qu'en 1840 le site de Te Awahou (actuellement Foxton) était occupé par les Ngāti Ngarongo et les Ngati Takihiku sous la direction de Tukumaru.
Foxton est le plus ancien établissement européen au sud de Manawatu, bien qu'il ne soit pas le premier. La colonie blanche initiale fut située à Paiaka à l'Est, proche de la ville actuelle localité de Shannon en 1844. Quand Paiaka fut presque entièrement détruite par le tremblement de terre de 1855 les colons se déplacèrent plus loin vers Te Awahou, qui fut renommé Foxton en 1860. 
Dans les premières années de l'installation des Européens, le commerce était important et en relation avec l'activité portuaire, qui était le moyen de transport le plus facile pour les biens et les personnes sur le Manawatu. La rivière Manawatu était alors le principal accès vers les terres riches de l'intérieur. La côte ouest de la partie inférieure de l'Ile du Nord ne dispose pas naturellement de ports abrités et le port de Foxton présentait une barre dangereuse à l'embouchure du fleuve. Mais comme c'était le seul port entre la ville de Wanganui et la capitale Wellington, il devait être utilisé de toute manière.
C'était aussi le seul arrêt de la ligne de chemin de fer Palmerston North-Wellington et avant que Palmerston North prenne une importance prépondérante, c'était le centre le plus important de Manawatu. Le gouvernement central tenta de faire de Foxton la liaison principale entre Wellington à Auckland via Palmerston North et un tramway reliant Foxton et Palmerston North fut installé dans les années en 1870. Toutefois, du fait des délais pour l'extension de la ligne plus au sud, un groupe d'investisseurs de Wellington mit en place le Wellington and Manawatu Railway (en) (WMR) et construisit sa propre ligne par un tracé plus direct qui s'écartait de Foxton. Quand cette voie de chemin de fer fut ouverte en 1886, le statut de Foxton en tant que port disparut et sa position se dégrada progressivement, alors que le WMR fut incorporé le système national de transport en 1908. Le chemin de fer fut fermé en 1959, laissant la place exclusive à la route pour l'accès à la ville.

### Les périodes d'expansion du temps du chanvre
Phormium: le chanvre de Nouvelle-Zélande (Phormium tenax) joue un rôle majeur dans le développement de Foxton. Plutôt que d'être "la ville de l'or ou du charbon" comme d'autres régions de la Nouvelle-Zélande, Foxton fut indiscutablement "la ville du chanvre", envoyant sa production au-delà des mers pour être utilisé dans le monde entier comme substitue du chanvre de Manille.
Les premiers commerçants de Paiaka et de Shannon s'intéressèrent au chanvre produit par les Maori, qu'ils envoyèrent à Sydney. La première explosion du commerce du chanvre commença en 1869, et dura 4 années pendant lesquelles 22.000 tonnes de fibre transitèrent à travers le port de Foxton. Plus tard en 1880, on vit à nouveau un "boom" du chanvre, qui permit à nouveau à Foxton de grossir et de servir de port très actif.
Un troisième "boom" du chanvre, commença en 1898, et fut le plus durable, s'exprimant par une augmentation du trafic portuaire avec plus de 10 bateaux à vapeur faisant des rotations régulières. En 1903, le Moutoa Estate fut mis en place comme fournisseur principal de chanvre. Mais en 1908, les problèmes d'envasement de la rivière et d'échouages au franchissement de la barre, firent que l'activité de cabotage échappa à Foxton. Vers 1916 il n'y avait plus que deux bateaux, qui venaient mouiller dans le port mais cette année-là, néanmoins 97 000 balles de chanvre furent exportées de Foxton.

### Les rapides de Whirokino
Les rapides de "Whirokino" sont parfois accusés d'être la raison pour laquelle Foxton ne réussit pas à perdurer comme un port. La barre dangereuse, source permanente d'envasement a toujours posé des problèmes et avec le temps les bateaux évitèrent Foxton (en 1942 Foxton avait pratiquement perdu sa fonction portuaire).
La déforestation de l'intérieur du district de Manawatu à la fin du XIXe siècle, se traduisit par l'augmentation du flottage du bois et conduisit à la création de zones aménagées pour le stockage, d'écluses et les rapides de Whirokino. Ceci fut conçu en 1943 comme un déversoir faisant partie du Lower Manawatu Flood Control Scheme, mais des inondations inattendues rompirent les digues et détournèrent la rivière de ce parcours, séparant la boucle qu'elle faisait près de Foxton et causant un grand tollé à cette époque. Le ministre du travail dit alors que cela n'était pas intentionnel, mais certains des habitants locaux pensèrent que cela était entièrement volontaire. La Boucle de Foxton n'a maintenant plus qu'un faible flux avec la marée et n'est plus reliée directement à la rivière à sa partie supérieure, celle-ci n'est active que lors des inondations comme en 1953.

## Le moulin à vent de Molen

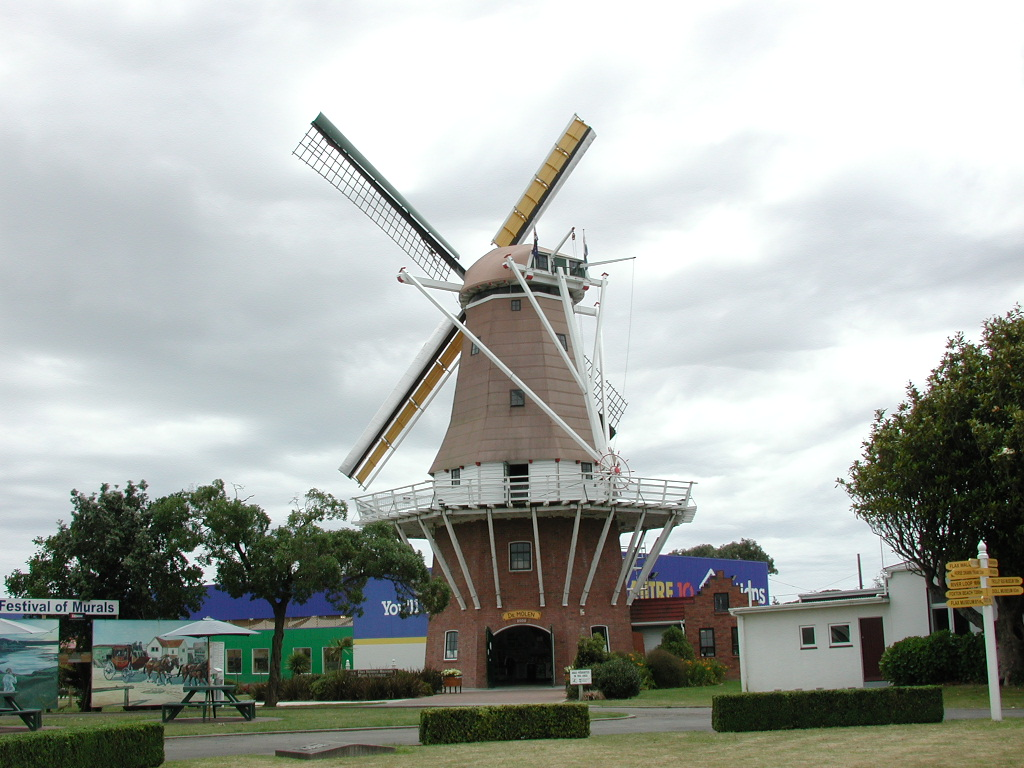
Moulin à vent de Molen.

En 2003, une réplique en taille réelle d'un moulin vent hollandais appelé le moulin de Molen fut réalisé complètement et ouvert. Ce moulin qui fonctionne fabrique des pierres pour les sols, qui peuvent être achetées à l'intérieur du moulin comme souvenir. Les visiteurs peuvent aussi voir le mécanisme en fonctionnement, et c'est un exemple de l'habileté traditionnelle des artisans hollandais du XVIIe siècle.

## Éducation
Écoles primaires (de 1 à 8 ans)
- école Saint Mary
- école primaire de Foxton Primary
- école de Coley Street
- école de Foxton Beach (situé dans le hameau de Foxton Beach)

École secondaire
- collège de Manawatu (en) est le seul collège de Foxton